# Chris Malgrain
Christophe Malgrain, alias Chris Malgrain, né en novembre 1970 dans le village d'Yvré-l'Évêque dans la Sarthe, est un auteur de bandes dessinées français.
Il a notamment travaillé pour l'éditeur Semic et le magazine Pif Gadget.

## Biographie
Né dans la Sarthe où il réside, il exerce la profession de professeur d'anglais, Chris Malgrain a commencé à travailler dans les fanzines tels que Scarce et L'Inédit. Lors d'un festival, il reçoit l'offre de travailler sur Zembla. L'éditeur Semic lui propose divers travaux teintés de comics au sein des petits formats.
Après l'arrêt des pockets, il collabore à Pif Gadget, où il dessine Les Apatrides avec Patrice Lesparre au scénario, jusqu'à l'arrêt de la revue.
Plus récemment, il travaille aux côtés de Stan Lee. Il dessine Stan Lee's Alexa, publié par graphic novel chez Ibooks, publié en français par Organic Comix dans le magazine Strange et également en album.
Il a publié la série The Formidables dans le magazine Futura chez Organic Comix et aux États-Unis chez Oniric Comics.
En 2011, il lance le label Oniric Comics, dans lequel il édite trois magazines, Rocket Science, Astro Dome et Beyond the Tomb.En 2018, il participe à l’élaboration du magazine Punch, un magazine de french comics, en collaboration avec Jean Marc Arden et Pascal Pelletier et publié chez Galaxie Comics Studios.Il travaille actuellement chez Red Anvil, un éditeur de comics américain depuis 2017.

## Publications

### Semic Pockets
- Spécial Zembla

### Albums
- Les Apatrides : Au premier chant des étoiles(dessin), avec Patrice Lesparre (scénario), Ant Man et Élodie Ant (couleurs), Dante Comics, 2008  (ISBN 978-2-9530869-2-8)[5]. Initialement publié dans Pif Gadget[2], réédité par INDEEZ en 2012 sous le titre Aujourd'hui la Terre, demain l'univers  (ISBN 979-10-91063-02-9).
- Stan Lee's Alexa, scénario : Stan Lee, dessin : collectif (dont Christophe Malgrain), Organic Comix (2013)
- The Formidables, Oniric Comics

Tome 1 - Fierté et préjugés - 1ère partie,, Oniric Comics, 2015. Scénario : Christophe Malgrain, dessin : Christophe Malgrain, couleurs : Christophe Lacroix.
Tome 2 - Fierté et préjugés - 2ème partie,, Oniric Comics, 2016. Scénario :  Christophe Malgrain, Louis, dessin :  Christophe Malgrain, Jean-Marie Minguez, Oliver Hudson, couleurs : Christophe Lacroix, Véra Daviet
HS : The Formidables vs The Mighty Titan, FG Prod, 2017. Scénario : Christophe Malgrain, Joe Martino, dessin :  Christophe Malgrain, Patrice « Marti » Martinez, Oliver Hudson, couleurs : Christophe Lacroix, Luca Cicchitti
- Vénus F.[11], Original Watts, 2014. Scénario, dessin et couverture : Christophe Malgrain, dessin : Timothy Green II.